# Francis Hong Yong-ho
Francis Hong Yong-ho (Koreansk: 홍용호 프란치스코, 洪龍浩 프란치스코) (født 12. oktober 1906 i Pyongyang, Kejserdømmet Korea) er opført som den romersk-katolske biskop i Pyongyang, Nordkorea. Francis Hong Yong-ho blev fængslet af det kommunistiske regime under Kim Il-sung i 1949 og endte senere med at forsvinde. Kardinal Nicolas Cheong Jin-suk, udtalte i 2006,
| Citat | Der er ingen viden om præster som overlevede forfølgelsen i slutningen af fyrrerne, hvor 166 præster eller religiøse blev dræbt eller kidnappet. Den Pavelige Årsbog beskriver ham fortsat som "mangler", i afsnittet over hvem der er den daværende biskop i Pyong-yang, Monsignore. Francis Hong Yong-ho, ville i dag have været hundrede år. Dette er en gestus fra Vatikanet for at gøre opmærksom på den tragedie som Kirken i Korea, har lidt og stadigvæk lider. | Citat |
|       | |       |

## Biografi
Født i Pyongyang den 12. oktober, 1906, blev Francis Hong Yong-ho ordineret til præstedømmet den 25. maj, 1933. Elleve år senere, blev han udnævnt til Apostolisk vikariat af Heijō og Titulærbiskop af Auzia af Pave Pius 12. den 24. marts, 1944. Hans biskoppelige ordinering fandt sted den 29. juni, 1944 hvor han blev ordineret af Biskop Bonifatius Sauer, O.S.B.. Derudover, blev han assisteret af Irenaeus Hayasaka og Paul Roh Ki-nam. Hans officielle titel blev ændret til Apostolisk vikariat af Pyongyang den 12. juli, 1950. Da stiftet i Pyongyang blev grundlagt af Pave Johannes 23. den 10. marts, 1962, blev Francis Hong Yong-ho udnævnt som den første biskop i det nye stift.